# Barrage du Sisca
Le barrage du Sisca, parfois dénommé barrage du saut du Taureau, est situé près de la frontière andorrane dans le vallon du ruisseau du Sisca, sur la commune de L'Hospitalet-près-l'Andorre, dans la haute vallée de l'Ariège dans le département de l'Ariège, en région Occitanie.

## Toponymie
La toponymie hésite entre Sisca et Siscar, la première appellation semblant l'emporter et permet aussi une distinction plus aisée entre la retenue du barrage et l'étang glaciaire du Siscar situé en amont dans le cirque du Sisca.

## Géographie

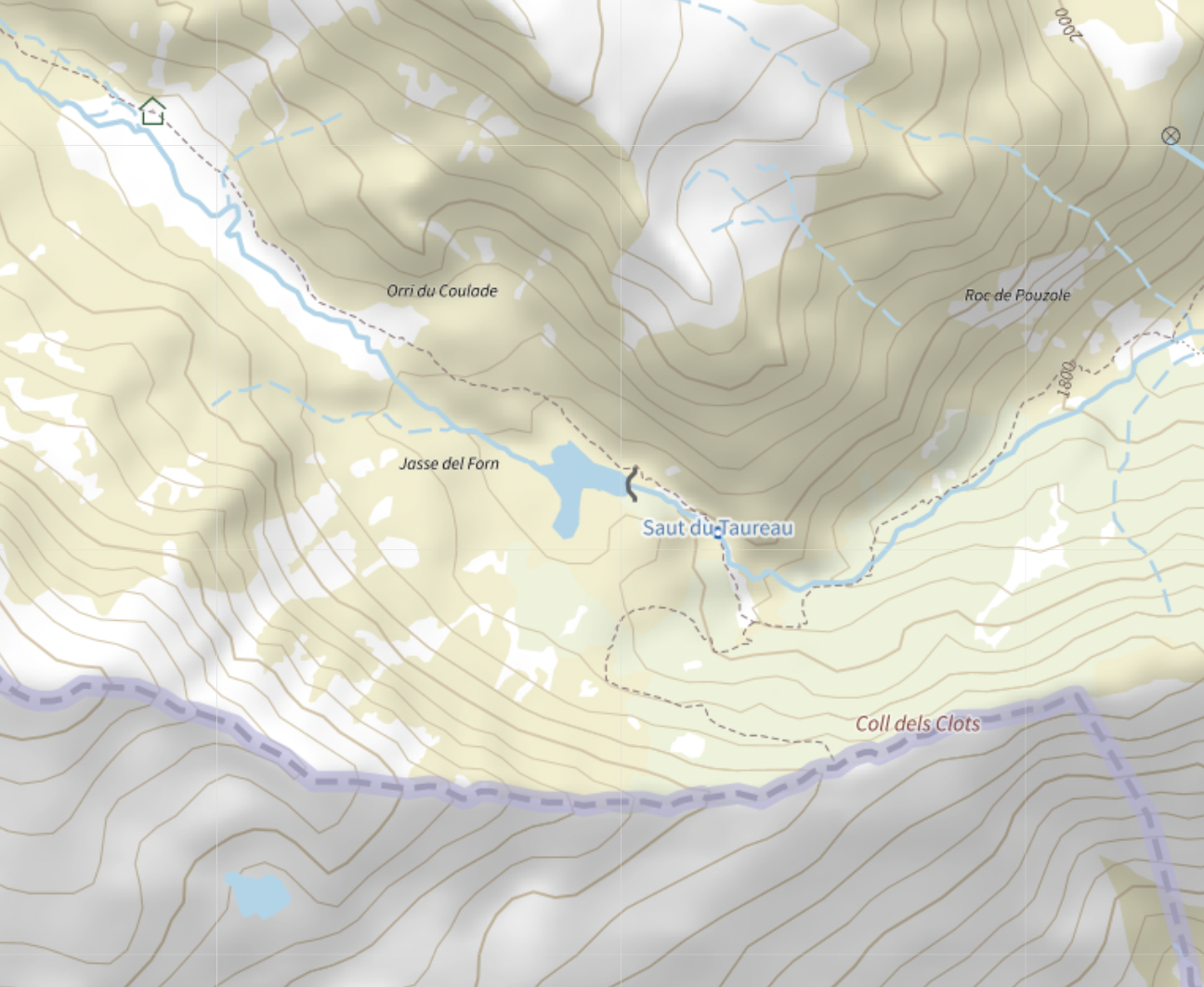
Carte topographique du lac de retenue.

Situé à 2 022 m d'altitude à l'est du village, le barrage hydroélectrique génère un petit lac de retenue alimenté par le ruisseau de Siscar (ou Sisca) et occupant moins de 2 hectares.

## Histoire
Il a été achevé en 1960 et est exploité par Électricité de France.

## Caractéristiques
C'est un barrage voûte d'une hauteur de 18 m, d'une longueur de crête de 80 m . Un déversoir central confère un niveau constant à la retenue d'un volume de 120 000 m3 et profonde de 16 mètres .
L'eau est captée dans le cadre d'un réseau complexe de conduites forcées alimentant l'usine hydroélectrique de L'Hospitalet-près-l'Andorre.

## Voies d'accès
Il est accessible par une randonnée d'environ 2 heures, 200 m après la centrale au sud du village par le GRT 68. Le barrage est à moins de 200 m en amont de la cascade du saut du Taureau.

## Activités
La retenue est appréciée des randonneurs et des pêcheurs. Le trophée de l'Isard est un trail estival organisé au départ de L'Hospitalet qui effectue une boucle en montagne passant par le barrage.